# Mikuláš Ruthard z Malešova
Mikuláš Ruthard z Malešova (?–1576) byl český rybníkář působící v okolí Chlumu u Třeboně.
Pocházel z okolí Kutné Hory z vladyckého rodu. V jižních Čechách působil jako purkrabí a hejtman.
Vybudoval rybniční soustavu v okolí Chlumu u Třeboně na panství Krajířů z Krajku. Jejími součástmi jsou údolní Staňkovský rybník, nejhlubší v Čechách (založený roku 1554), rybník Hejtman a další.